# 丘盧卡納斯區
5°05′47″S 80°09′39″W / 5.0965°S 80.1609°W
丘盧卡納斯區（西班牙語：Distrito de Chulucanas），是秘魯的一個區，位於該國西北部皮烏拉大區的莫羅蓬省，始建於1936年1月31日，面積871.19平方公里，海拔高度92米，2005年人口77,749，人口密度每平方公里89人。